# زلزال أريكا 1604
زلزال أريكا 1604، زلزال وقع في الساعة 1:30 من بعد ظهر يوم 24 نوفمبر 1604، قبالة سواحل أريكا في تشيلي (التي كانت جزءًا من الإمبراطورية الإسبانية سابقًا). وكان قوته بين 8.0-8.5 درجة.

## الهزة الأرضية
لا يُعرف الكثير عن الزلزال، ولكن يُفسَّر أنه مشابه في القوة والتاثير لزلزال أريكا عام 1868. شهدت مدن أريكيبا وتاكنا وموكويغوا اهتزازًا من الدرجة الثامنة وفق مقياس مركالي المعدل، في حين شهدت مدن كوزكو وإيكا اهتزازًا من الدرجة السادسة.  يُعتقد أن طول الصدع تراوح بين 400–450 كـم (249–280 ميل). 

## التسونامي
حدث تسونامي على نطاق واسع وأثر على العديد من البلدان. ويعتبر هذا التسونامي، إلى جانب تسونامي عام  1868، من أعظم حالات تسونامي التاريخية التي حدثت على طول خندق بيرو-تشيلي. قُدِّر ارتفاع موجات التسونامي بنحو 16 م (52 قدم).  وقد سجّلت على مدى 1,200 كـم (746 ميل) على الأقل وربما امتدت إلى 2,800 كـم (1,740 ميل) من ساحل أمريكا الجنوبية بين ليما وكونثبثيون.  في أوقيانوسيا، ثمة دليل محتمل على حدوث تسونامي في جزر تشاتام نتيجة الزلزال. 

## الأضرار
دُمّرت منطقة أريكا وأعيد بناؤها بعد الزلزال، بينما تعرضت أريكويبا لأضرار بالغة لدرجة أن دير سان فرانسيسكو فقط بقي قائماً. في بيسكو، تعرضت أجزاء محدودة فقط من المدينة لأضرار جسيمة. بشكل عام، كانت الأضرار الناجمة عن الزلزال مماثلة لتلك التي تسبب بها زلزال عام 1868. 

## أنظر أيضاً
- زلزال أريكا 1868
- قائمة الزلازل في بيرو